# Маріямполе Сіті
«Маріямполе Сіті» (лит. Marijampolė City) — футбольний клуб з міста Маріямполе, Литва.

## Історія
2018 — клуб був заснований як футбольна академія з ініціативи футбольних ентузіастів, батьків та бізнесменів. Клуб поставив перед собою амбітні цілі стати національно та міжнародно відомою академією футболу.
2019 — клуб подав заявку на отримання ліцензії другої литовської ліги та отримав її. Клуб посів п'яте місце в південній зоні другої ліги.
2020 — незважаючи на ліцензію другої литовської ліги згодом відмовився від участі в змаганнях. Академія продовжувала працювати лише з дітьми та молоддю.
2022 — клуб об’єднався з клубом першої літовської ліги «Шілас Казлу Руда». У результаті злиття збереглася назва міста Маріямполе.